# Robotisation de la maintenance aéronautique
La robotisation de la maintenance aéronautique a pour but d'améliorer les inspections des avions et de leur traçabilité. Les yeux des opérateurs humains fatiguent au cours du temps tandis qu'une solution automatique assure une fiabilité et une répétabilité des inspections. La diminution des périodes d'inspections est un objectif majeur pour les avionneurs et les compagnies aériennes. Si les opérations de maintenance sont plus rapides, cela permettra d'optimiser la disponibilité des aéronefs et les coûts d'exploitation de maintenance. Le tout doit améliorer la sécurité du transport aérien,,.

## Historique

### Débuts marqués par les robots de surfaces

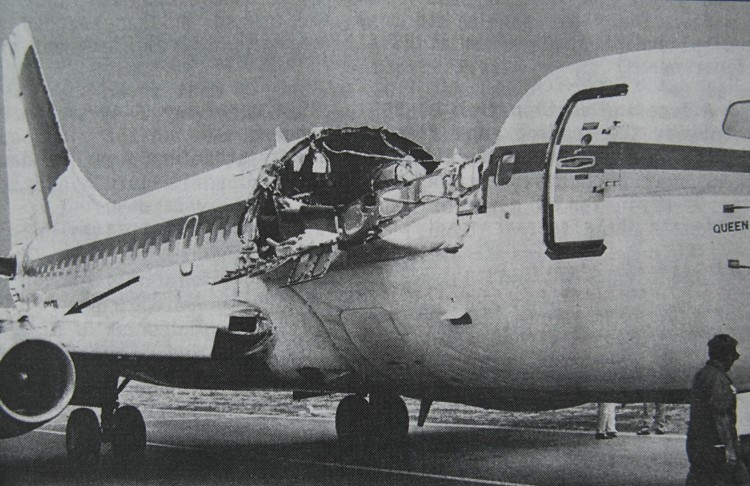
En 28 avril 1988, l'avion du vol 243 Aloha Airlines subit une décompression explosive en vol.

À chaque décollage et à chaque atterrissage, un avion subit respectivement une pressurisation et une dépressurisation. Ce cycle induit une fatigue des rivets qui maintiennent la peau de la surface de l'avion sur son cadre. Cela entraîne la croissance des fissures radiales. Lors du vol 243 Aloha Airlines du 28 avril 1988, l'avion a un accident de décompression explosive qui marque les esprits. À la suite d'une aggravation de ces fissures, l'appareil perd une partie de son fuselage en vol.
À la suite de cet accident aéronautique, le Congrès des États-Unis mandate un programme de recherche sur le vieillissement des aéronefs mené par la Federal Aviation Administration (FAA) qui est l'agence de l'aviation civile aux États-Unis. L'objectif est d'améliorer les techniques d'inspection lors des opérations de maintenance des avions pour éviter les accidents. Durant la décennie suivante, cinq robots de surface dédiés à l'inspection sont conçus par différents organismes américains,.

### Diversification des solutions envisagées
Au début des années 2010, le constructeur aéronautique Airbus envisage d'employer un robot roulant au sol pour effectuer des tâches d'inspection. Lancé en janvier 2013, ce projet fait partie du programme fonds unique interministériel du pôle de compétitivité Aerospace Valley. Air-Cobot a pour objectif de développer un robot mobile collaboratif innovant, autonome dans ses déplacements et capable de réaliser l’inspection d'un avion avec des capteurs de contrôle non destructif avant le décollage ou lors des phases de maintenance en hangar,. Le 23 octobre 2014, Airbus Group dépose un brevet sur ce nouveau type de robot

### Émergence des solutions robotiques volantes

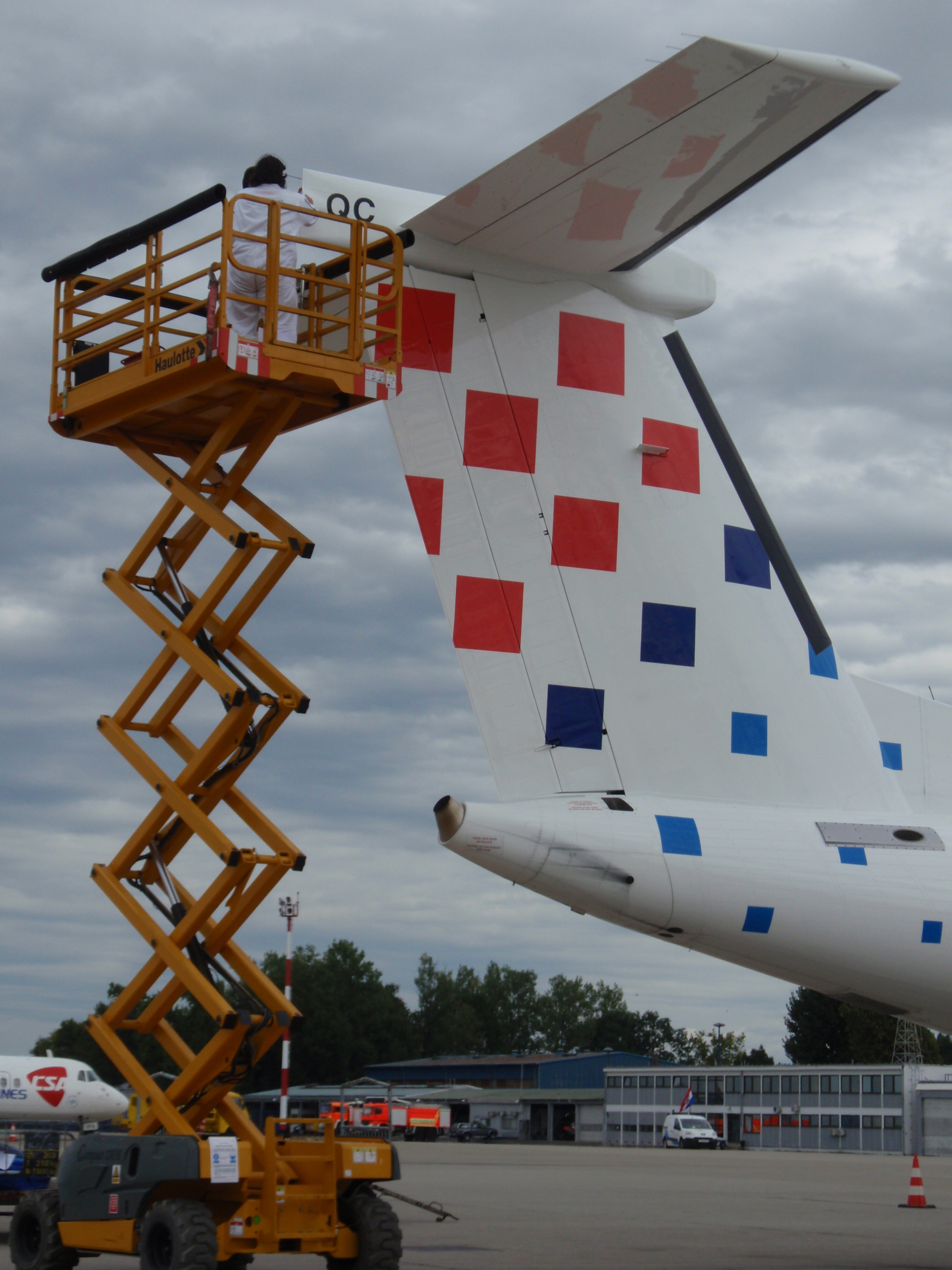
Les drones simplifient l'examen des parties hautes de l'avion.

En 2014, en partenariat avec le Bristol Robotics Laboratory, la compagnie aérienne britannique easyJet s'intéresse aux drones pour améliorer le temps d'inspection des fuselages de ses avions,. Durant la même période, en France, dans le secteur toulousain, deux startups proposant des solutions à base de drones voient le jour. Grâce au BizLab, son programme d'accélération de startups, le constructeur aéronautique Airbus propose une solution drone nommé Aircam. Outre les avions, ces drones sont également proposés pour la cartographie d'aéroports ou encore la couverture d'événements médiatiques,. La startup Donecle, membre de l'IoT Valley, propose une solution drone en mettant en avant le gain de temps sur les inspections en mettant l'accent sur le cas d'application de la détection des impacts de foudre.
Les deux startups françaises se différencient principalement par leurs choix de systèmes de localisation. Aircam emploie une géolocalisation Global Positioning System (GPS) qui permet de se positionner dans l'aéroport. À l'opposé, Donecle utilise une technique de positionnement laser pour se positionner par rapport à l'avion,. Le drone d'Aircam évolue à quatre mètres de distance de la surface de l'avion. Tandis que celui de Donecle peut évoluer à un mètre de distance par rapport au fuselage.

### Systèmes multi-robots et multi-agents
L'entreprise Donecle est la première à proposer un système multi-robots avec un principe de robotique en essaim. Quel que soit le type d'appareil à inspecter, le type de drone employé est le même. Par contre, les plans de vol et le nombre de drones dépendent du modèle d'avion à analyser. Cette augmentation du nombre permet un gain de temps. Un drone est suffisant pour un petit avion tandis que jusqu'à six drones peuvent être envisagés pour un Airbus A380.
Lors du salon aéronautique de Singapour en février 2016, Airbus Group présente Air-Cobot et son emploi dans leur vision du hangar du futur. Le même mois, le gouvernement de Singapour engage Airbus Group pour aider les sociétés responsables de la maintenance à rester compétitive face aux pays voisins comme l'Indonésie, la Thaïlande et les Philippines qui sont moins chères. Pour améliorer la productivité, Airbus Group lance, en octobre 2016, un hangar d'essai où les nouvelles technologies peuvent être testées. Dans ce hangar, les dommages de l'appareil seront décelés par des caméras situées à l'entrée du hangar lors du passage de l'avion. Le robot mobile Air-Cobot et le drone du projet Aircam viendront améliorer cette première analyse.

## Projets robotiques

### Robots de surface

#### Andi
Andi, Automated NonDestructive Inspector, est un prototype de l'institut de robotique de l'université Carnegie-Mellon conçu dans le cadre d'un programme recherche sur le vieillissement des avions de la Federal Aviation Administration (FAA). Le robot est capable de se déplacer à la surface de l'avion avec un système de ventouses sous vide. Il inspecte la surface avec des courants de Foucault. Concernant la navigation, des caméras sont utilisés pour aligner le robot avec les séries de rivets qui doivent être inspectés de manière linéaire,,.
Dans le rapport final de la FAA, plusieurs résolutions de défauts et améliorations doivent être envisagées avant une commercialisation de la solution : le poids du robot, la fiabilité mécanique, la vitesse du système, la diminution du nombre de rayures que peuvent causer les éléments du robot en contact avec la surface, le raccourcissement ou la suppression du cordon d'alimentation, l'automatisation de tâches encore manuellement contrôlées.

#### MACS
MACS (Multifunction Automated Crawling System) est un robot de surface automatisé développé par la National Aeronautics and Space Administration (NASA). Le projet s'est terminé le 30 septembre 1996. Le robot emploie des moteurs à ultrasons pour la mobilité et des ventouses pour l'adhérence de la surface. MACS a deux jambes pour effectuer des mouvements linéaires et un élément de rotation autour d'un axe central pour tourner,,.

#### Robair
Le robot d'inspection du projet européen Robair, financé de 2001 à 2003, est conçu pour monter sur les ailes et le fuselage des avions pour inspecter des rangées de rivets. Pour se mouvoir, le robot emploie un réseau flexible de ventouses pneumatiques qui s'adaptent à la surface. Il peut inspecter les lignes de rivets avec des ultrasons, des courants de Foucault et des techniques thermographiques. Il détecte les rivets desserrés ainsi que les fissures,,.

### Robots roulants

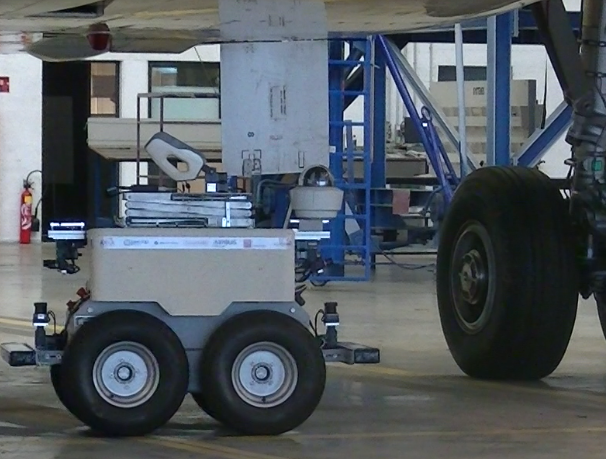
Air-Cobot évoluant sous un Airbus A320 à Air France Industries.

#### Air-Cobot
Le projet français de recherche et développement Air-Cobot, Aircraft enhanced Inspection by smaRt & Collaborative rOBOT, débute en janvier 2013. Il a pour but de développer un robot mobile collaboratif capable d'inspecter un avion durant les opérations de maintenance. Porté par le groupe Akka Technologies, ce projet multi-partenaires fait intervenir des laboratoires de recherche et des industriels dont Airbus. La recherche autour de ce prototype a été développée selon trois axes : la navigation autonome, le contrôle non destructif et la collaboration homme-machine. Air-Cobot est présenté comme le premier robot roulant d'inspection visuelle des avions,.

### Robots volants

#### EasyJet
La compagnie aérienne EasyJet s'intéresse à l'inspection des aéronefs en employant des drones. Elle effectue une première inspection durant l'année 2015. Équipé de capteurs lasers et d'une caméra haute résolution, le drone effectue un vol autonome autour de l'appareil. Il engendre une image tridimensionnelle de l'avion et la transmet à un technicien. Ce dernier peut ensuite naviguer dans cette représentation et zoomer pour faire apparaître une photo haute résolution d'une partie de l’avion. L'opérateur doit ensuite diagnostiquer visuellement la présence ou l'absence de défauts. Cette approche évite l'emploi d'escaliers mécaniques pour observer les parties hautes de l'appareil.

#### Donecle

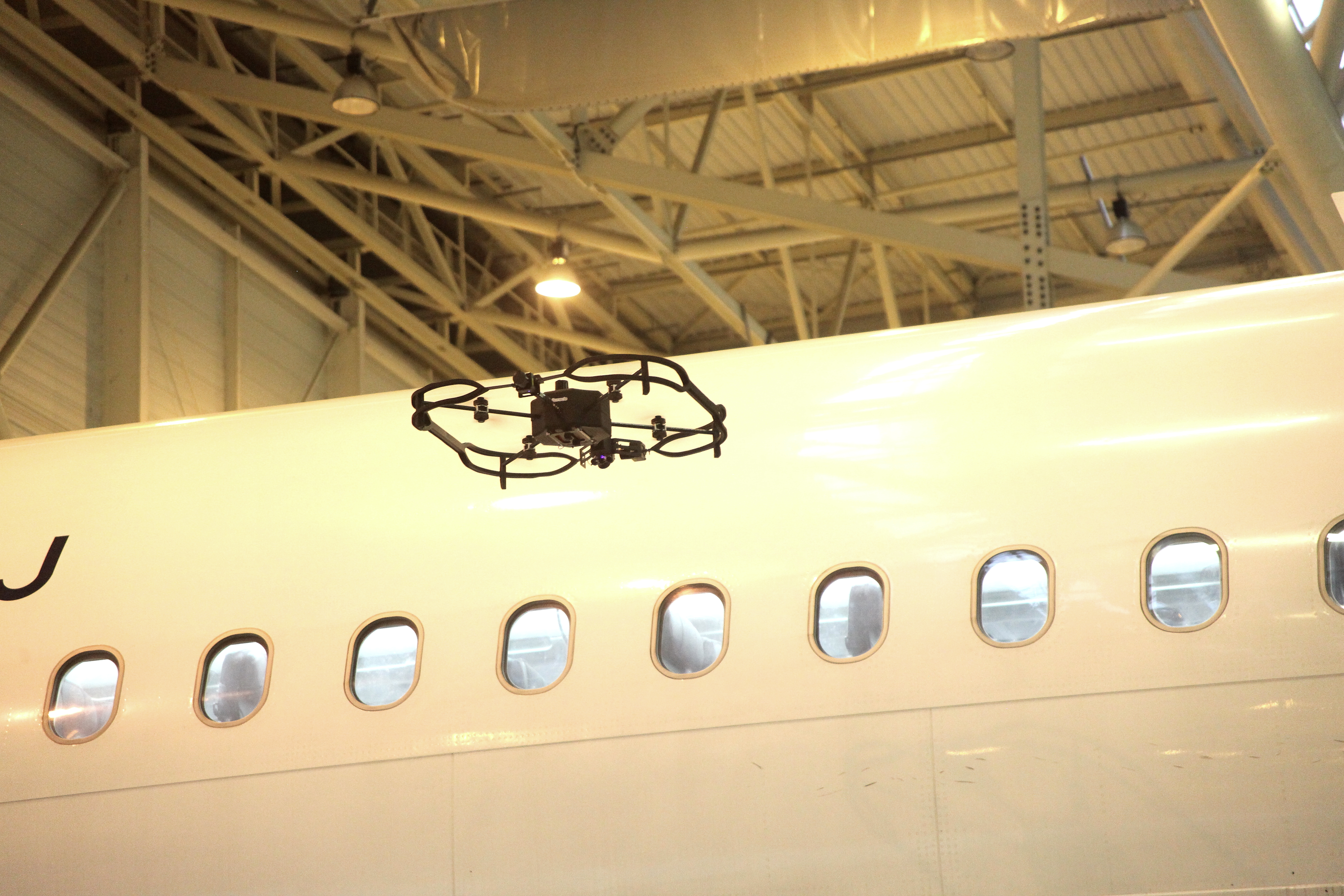
Drone automatisé de Donecle inspectant un avion.

Fondée en septembre 2015, Donecle, une startup de la région toulousaine, se lance dans une solution avec un essaim de drones et se spécialise d'abord dans la détection des impacts de foudre sur les avions,. Effectuée habituellement par quinze personnes équipées de harnais et de nacelles, cette inspection dure environ huit heures. L'immobilisation de l'appareil et l'utilisation du personnel sont coûteux pour les compagnies aériennes. L'opération est estimée à 10 000 dollars par heure. La solution proposée par la start-up dure vingt minutes.

#### Aircam
Airbus vise à concevoir une solution drone avec son projet Aircam pour effectuer l'inspection haute des avions. Le projet est développé au Airbus BizLab, un accélérateur de startup situé à Toulouse,. Il est possible de définir une inspection spécifique, de voler automatiquement et d'obtenir des images haute définition de la surface supérieure. L'analyse des données recueillies est effectuée après le vol. Elle emploie des modèles tridimensionnels simplifiés d'avions pour identifier, localiser automatiquement sur la structure et enregistrer tous les dommages. Airbus réalise une démonstration de sa solution d'inspection par drone au salon aéronautique de Farnborough de juillet 2016.